# Resistencia Libertaria
Resistencia Libertaria (conocido en un principio como Resistencia Anticapitalista Libertaria) fue una guerrilla urbana anarquista de Argentina surgida durante en 1974 por una red de militantes obreros y universitarios de La Plata y Córdoba. La guerrilla funcionó también durante la última dictadura militar argentina, fue el único grupo de resistencia armada anarquista frente al terrorismo de Estado en ese período. Al menos 8 miembros de la organización fueron secuestrados y desaparecidos durante la dictadura.

## Historia
En una entrevista realizada por Chuck W. Morse entrevisto a Fernando López el 13 de octubre de 2002 donde hablo de los principios del grupo, como ingreso el militante, y como el grupo a pesar varios "cuadros insurgentes" nunca tuvo un órgano de difusión lo suficientemente efectivo como otros grupos guerrilleros, además de otras acciones armadas y la influencia que tiene este grupo a las próximas generaciones de anarquistas Entre el 31 de mayo al 8 de junio de 1978 el gobierno argentino secuestro a una veintena de militantes de RL, siendo los más relevantes Rafael Tello, Pablo Tello, Elsa Martínez, Hernán Ramírez Achinelli, “Melena” Edison Oscar Cantero Freire y el “Pata” Fernando Díaz Cárdenas.
En una entrevista realizada a Fernando López Trujillo (exmilitante de R.L.), durante una charla en Paraná el 22 de marzo de 2004. Publicado en “Documentos para el debate Nº3”, Organización Socialista Libertaria, donde habla de los antecedentes del Anarcosindicalismo en Argentina y los sustentos teóricos del grupo. También habla del como percibían algunos militantes al Peronismo y su impacto en los movimientos sociales de la época (ya sea desde la perspectiva de derecha o izquierda), así como la militancia izquierdista, llegando a la decadencia del grupo marcando como el año 1978 como el año final de la organización, que había sufrido varios golpes y desapariciones de miembros antes de la Copa Mundial de Fútbol de 1978.